# Марлин, Кэлвин
Кэлвин Марлин (англ. Calvin Marlin; 20 апреля 1976, Порт-Элизабет, ЮАР) — южноафриканский футболист, выступавший на позиции вратаря за национальную сборную Южной Африки и целый ряд клубов. По завершении игровой карьеры — тренер. С 2015 года входит в тренерский штаб клуба «Мпумаланга Блэк Эйсиз».

## Клубная карьера
Во взрослом футболе дебютировал в 1997 году выступлениями за команду клуба «Севен Старс», в которой провёл один сезон, но в матчах чемпионата на поле не выходил. Летом 1998 года перешёл в «Кейптаун Сперс». В 1999 году после объединения двух выше указанных клубов стал игроком «Аякс» (Кейптаун). С момента создания этой команды Марлин был её основным голкипером, а в дебютном сезоне сыграл в 36 матчах чемпионата. Всего же за «Аякс» сыграл в 107 матчах.
Во время сезона 2002/03 годов Марлин решил сменить клуб и перешёл в «Суперспорт Юнайтед». Там также выиграл конкуренцию за место первого вратаря команды. В составе «Суперспорт Юнайтед» сыграл 122 матча, после чего перешёл в «Мамелоди Сандаунз», с которым подписал двухлетний контракт. С момента появления в команде боролся за статус основного вратаря со своим соотечественником — Брайаном Балойи. Сыграл за команду из пригорода Претория следующие семь сезонов своей игровой карьеры.
Завершил профессиональную игровую карьеру в клубе «Мпумаланга Блэк Эйсиз», за команду которого выступал в течение 2013—2015 годов.

## Карьера в сборной
20 марта 2002 года дебютировал в составе национальной сборной ЮАР в проигранном (0:1) матче против Саудовской Аравии. Был участником чемпионата мира по футболу в 2002 году. На мундиале в Южной Корее и Японии на групповом этапе заняли 3-е место и вылетели из турнира. На этом чемпионате Марлин был резервистом Андре Арендсе и ни разу не выходил на футбольное поле. В течение карьеры в национальной команде, которая длилась 8 лет, провел в форме главной команды страны 16 матчей.
В составе сборной был участником розыгрыша Золотого кубка КОНКАКАФ 2005 года в США и Кубка африканских наций 2006 года в Египте.

## Карьера тренера
Начал тренерскую карьеру сразу же по завершении карьеры игрока, в 2015 году, войдя в тренерский штаб клуба «Мпумаланга Блэк Эйсиз». Сейчас опыт тренерской работы ограничивается этим клубом, в котором Кэлвин Марлин работает до сих пор.